# Élections législatives russes de 1999
 (mars 2024).
Améliorez-le ou discutez des points à vérifier. 
Les élections législatives russes de 1999 se tiennent le 19 décembre 1999 pour élire les 450 députés de la Douma, la chambre basse du Parlement russe.

## Système électoral
Selon la loi électorale de 1993, 225 membres de la Chambre sont alors répartis proportionnellement, en utilisant des listes de partis à l’échelle de l’État, tandis que les autres 225 membres sont élus dans des circonscriptions uninominales, en utilisant le système uninominal majoritaire à un tour.
Pour obtenir une place sur le bulletin de vote, les partis devaient alors s’enregistrer auprès du ministère russe de la Justice un an avant le scrutin (au lieu de six mois lors des élections précédentes). Comme alternative à la collecte de 200000 signatures, ils avaient la possibilité de payer un dépôt d’un peu plus de deux millions de roubles, retournables si le parti a remporté au moins 3,0 pour cent du vote de liste. Afin d’accroître la proportionnalité, la loi prévoyait que si les principaux partis atteignaient le seuil de cinq pour cent et obtenaient au total 50 pour cent ou moins du vote, les partis ayant obtenu au moins 3,0 pour cent des suffrages obtiendraient également des sièges en diminuant le nombre de voix jusqu’au point où la part totale des suffrages dépassait 50 pour cent. Toutefois, si, après cette procédure, les partis ayant remporté des sièges avaient encore moins de 50 % des suffrages, l’élection devait être considérée comme nulle. Dans les bulletins de vote uninominaux, si les votes exprimés contre tous dépassaient les votes de chaque candidat, une élection répétée devait être tenue dans les quatre mois. En conséquence, des élections répétées ont dû avoir lieu dans huit circonscriptions. Enfin, au lieu de recueillir des signatures à l’appui de leur nomination, les candidats d’une circonscription uninominale ont également eu la possibilité de payer un dépôt de 83 490 roubles, remboursable si elle a remporté au moins 5,0 pour cent du vote de district. 

## Campagne électorale
La campagne électorale anticipée voit la montée en popularité initiale du bloc Patrie-Russie, dirigé par le maire de Moscou Iouri Loujkov et l’ancien Premier ministre Yevgeny Primakov, qui essaie de capitaliser sur le sentiment perçu d'incapacité à gouverner du président Boris Eltsine et la faiblesse de son administration. En réaction, Boris Eltsine désigne Vladimir Poutine comme Premier ministre et celui-ci s'impose comme son futur successeur. Le 24 novembre, Poutine annonce qu’en tant que « citoyen », il soutient le Mouvement interrégional « Unité » récemment formé en faveur du gouvernement, dirigé par Sergueï Choïgou, membre de tous les gouvernements russes depuis 1994. Au mois d'octobre, le bloc Patrie-Russie se fait alors dépasser dans les sondages par le bloc Unité.

## Sondages

Intentions de votes

| Institut | Date               | PC   | Unité | Patrie-Russie | Union des forces de droite | Parti libéral- démocrate | Yabloko |
| -------- | ------------------ | ---- | ----- | ------------- | -------------------------- | ------------------------ | ------- |
| VCIOM    | 12 décembre        | 24.0 | 21.0  | 12.0          | 7.0                        | 4.0                      | 8.0     |
| FOM      | 12 décembre        | 21.0 | 16.0  | 9.0           | 5.0                        | 5.0                      | 7.0     |
| ROMIR    | 10-12 décembre     | 17.0 | 17.0  | 9.0           | 7.0                        | 5.0                      | 7.0     |
| ARPI     | 10-12 décembre     | 20.8 | 14.7  | 11.6          | 6.5                        | 4.4                      | 9.0     |
| FOM      | 20-21 novembre     | 21.0 | 8.0   | 11.0          | 5.0                        | 4.0                      | 8.0     |
| FOM      | 13-14 novembre     | 22.0 | 9.0   | 14.0          | 4.0                        | 4.0                      | 8.0     |
| FOM      | 6-7 novembre       | 20.0 | 8.0   | 11.0          | 5.0                        | 4.0                      | 9.0     |
| FOM      | 30-31 octobre      | 20.0 | 7.0   | 17.0          | 3.0                        | 4.0                      | 10.0    |
| ARPI     | 4-10 octobre       | 30.0 |       | 25.0          | ?                          | 7.0                      | 19.0    |
| FOM      | 18-19 septembre    | 21.0 |       | 29.0          | 2.0                        | 3.0                      | 10.0    |
| FOM      | 4-5 septembre      | 20.0 |       | 23.0          | 2.0                        | 5.0                      | 12.0    |
| FOM      | 21-22 aout         | 21.0 |       | 27.0          | 3.0                        | 5.0                      | 8.0     |
| FOM      | 24-25 juillet      | 23.0 |       | 15.0          | 5.0                        | 6.0                      | 11.0    |
| ROMIR    | 5-15 juillet       | 22.5 |       | 13.0          | 3.2                        | 4.7                      | 13.5    |
| FOM      | 26-27 juin         | 22.0 |       | 15.0          | 3.0                        | 6.0                      | 11.0    |
| ROMIR    | 5-15 juin          | 21.9 |       | 17.2          | 5.7                        | 4.9                      | 12.2    |
| FOM      | 29-30 mai          | 24.0 |       | 16.0          | 2.0                        | 7.0                      | 13.0    |
| ROMIR    | 5-15 mai           | 23.6 |       | 13.5          | 1.3                        | 5.4                      | 13.4    |
| FOM      | 24-25 avril        | 23.0 |       | 13.0          | 3.0                        | 5.0                      | 15.0    |
| ROMIR    | 5-15 avril         | 23.4 |       | 11.3          | 3.6                        | 6.6                      | 15.7    |
| FOM      | 27-28 mars         | 24.0 |       | 13.0          | 2.0                        | 5.0                      | 14.0    |
| ROMIR    | 5-15 mars          | 25.5 |       | 9.6           | 0.9                        | 5.2                      | 13.7    |
| FOM      | 27-28 février      | 26.0 |       | 16.0          | 3.0                        | 4.0                      | 11.0    |
| ROMIR    | 5-15 février       | 23.1 |       | 10.6          | 1.0                        | 4.7                      | 11.9    |
| ROMIR    | 5-15 janvier 1999  | 22.8 |       | 13.6          | 0.9                        | 3.7                      | 13.3    |
| ROMIR    | 5/15 novembre 1998 | 25.1 |       |               | 1.1                        | 3.5                      | 12.7    |

## Résultats
| Parti | Parti                                        | Proportionnelle | Proportionnelle | Proportionnelle | Circonscriptions | Circonscriptions | Circonscriptions | Total Sièges |
| Parti | Parti                                        | Voix            | %               | Sièges          | Voix             | %                | Sièges           | Total Sièges |
| ----- | -------------------------------------------- | --------------- | --------------- | --------------- | ---------------- | ---------------- | ---------------- | ------------ |
|       | Parti communiste de la fédération de Russie  | 16 196 024      | 24,29           | 67              | 8 893 547        | 13,73            | 46               | 113          |
|       | Unité (en)                                   | 15 549 182      | 23,32           | 64              | 1 408 801        | 2,17             | 9                | 73           |
|       | Patrie - Toute la Russie (en)                | 8 886 753       | 13,33           | 37              | 5 469 389        | 8,43             | 31               | 68           |
|       | Union des forces de droite                   | 5 677 247       | 8,52            | 24              | 2 016 294        | 3,11             | 5                | 29           |
|       | Bloc Jirinovski                              | 3 990 038       | 5,98            | 17              | 1 026 690        | 1,58             | 0                | 17           |
|       | Iabloko                                      | 3 955 611       | 5,93            | 16              | 3 289 760        | 5,07             | 4                | 20           |
|       | Parti communiste russe des travailleurs (en) | 1 481 890       | 2,22            | 0               | 439 770          | 0,68             | 0                | 0            |
|       | Femmes de Russie (en)                        | 1 359 042       | 2,04            | 0               | 326 884          | 0,50             | 0                | 0            |
|       | Parti des retraités                          | 1 298 971       | 1,95            | 0               | 480 087          | 0,74             | 1                | 1            |
|       | Notre maison la Russie                       | 790 983         | 1,19            | 0               | 1 733 257        | 2,67             | 7                | 7            |
|       | Indépendants                                 | –               | –               | –               | 27 877 095       | 42,98            | 105              | 105          |
|       | Autres                                       | 7 481 941       | 11,23           | 0               | 13 334 127       | 18,34            | 17               | 17           |
|       |                                              |                 |                 |                 |                  |                  |                  |              |
|       | Total                                        | 66 667 682      | 100             | 225             | 66 295 701       | 100              | 225              | 450          |
|       | Inscrits/participation                       | 108 073 956     | 61,7            | –               | 108 073 956      | 61,3             | –                | –            |